# Saint-Hippolyte-le-Graveyron
Saint-Hippolyte-le-Graveyron é uma comuna francesa na região administrativa da Provença-Alpes-Costa Azul, no departamento de Vaucluse. Estende-se por uma área de 4,94 km². Em 2010 a comuna tinha 181 habitantes (densidade: 36,6 hab./km²).